# Säuglings- und Kleinkindforschung
Säuglings- und Kleinkindforschung ist ein Bereich in der Entwicklungspsychologie. Soweit es sich um medizinisch relevante Problemfälle (z. B. Frühchen) handelt, sind auch ärztliche Forschergruppen der klinischen Pädiatrie darin aktiv.

## Forschungsgegenstand
Die Forschung an Säuglingen und Kleinkindern umfasst die Altersspanne von der Geburt, wobei auch die vorgeburtliche Phase miteinbezogen wird, bis zum Ende des zweiten oder dritten Lebensjahres. Im englischen Sprachraum, aus denen viele der vorliegenden Forschungsarbeiten stammen, wird diese Phase als Infancy bezeichnet. Themengebiete sind etwa die Interaktionsdiagnostik, die Frühdiagnostik, die Frühförderung sowie die Entwicklungsdiagnostik und die Fortentwicklung der Bindungstheorie. Als bedeutende Vertreter gelten Margaret Mahler, Martin Dornes, Jean Piaget und Daniel Stern. Bis in die 1920er-Jahre reichen die einschlägigen empirischen Forschungsarbeiten im deutschsprachigen Raum in der gestalttheoretischen Tradition zurück – hier sind die Arbeiten von Kurt Koffka, Kurt Lewin, Eino Kaila, Richard Meili, Kurt Gottschaldt und der Münsteraner Schule um Wolfgang Metzger zu nennen.
Seit die Entwicklungspsychologen entdeckt haben, dass schon ein Neugeborenes keineswegs ein „unbeschriebenes Blatt“, sondern ein mit vielen individuellen Anlagen und vorgeburtlichen Einfluss-Prägungen ausgestatteter kleiner Mensch ist, hat es weltweit viele Studien in diesem Themenbereich gegeben. Chinesische Forscher in Hongkong entdeckten z. B., dass schon sehr junge Säuglinge auf die Lautbildung der elterlichen Sprache geprägt wurden und ausgeprägte Unterscheidungsfähigkeit zwischen englischen und chinesischen Sprechern erkennen ließen.

## Psychoanalytische Einflüsse
Die Psychoanalyse sah seit ihren Anfängen eine besondere Bedeutung in den ersten Lebensjahren der Entwicklung. Seit den Anfängen der empirischen Beobachtung von Kleinkindern durch psychoanalytische Forscher wie René A. Spitz, Margaret Mahler oder Bindungsforschern konnte durch neue Methoden ein moderner Ansatz in der Kleinkindbeobachtung oder Neonatologie entwickelt werden. Seit den 1970er Jahren erforschen Psychoanalytiker insbesondere die interpersonellen Interaktionen zwischen Mutter und Kind. Hierzu nutzen sie neue Möglichkeiten der Videotechnik, um die sich oft in Sekunden abspielenden gegenseitigen Verhaltensanpassungen in der Mimik und Gestik zwischen Mutter und Kind erforschbar zu machen.
Zu nennen sind hier vor allem die „baby-watcher“: Daniel Stern, der die Entstehung des Selbstempfindens erforschte, Robert N. Emde, der die grundlegenden Affekte des Menschen beobachtete, Joseph D. Lichtenberg, der die Bedürfnisse von Kleinkindern untersuchte, und Beatrice Beebe, die sich mit der Interaktion zwischen Säuglingen und ihren Bezugspersonen beschäftigt hat. Der neonatologische Forschungsansatz wurde im deutschsprachigen Gebiet hauptsächlich durch Martin Dornes (Der kompetente Säugling, 1993) bekannt.
Die Ergebnisse der Säuglingsforschung haben einen großen Einfluss auf die psychologische und psychoanalytische Entwicklungspsychologie ausgeübt. Dabei wurden auch kognitivistische Forschungsergebnisse für die Fundierung neuer psychoanalytischer Theorien einbezogen. Die Ergebnisse der Forschung lassen die Entwicklungspsychologie heute davon ausgehen, dass ein Säugling keineswegs, wie vielfach angenommen, ein unbeteiligter Empfänger der Pflege der Bezugspersonen ist. Heute geht die Psychologie davon aus, dass der Säugling bereits mit wenigen Wochen ein aktives, kompetentes, kontaktsuchendes und Interaktion stimulierendes Wesen ist. Entscheidend hierbei ist die Ergänzung der objektbeziehungstheoretischen Beobachtungen der 1950er und 60er Jahre. Die Interaktion zwischen Kind und Mutter, welche sich auf die spätere therapeutische Interaktion auswirken kann, wird nicht länger als einseitiger, von der Pflegeperson bestimmter Prozess angesehen. Heute muss davon ausgegangen werden, dass eine komplizierte reziproke, also wechselseitige, Kommunikation die Affekte des Kindes und dessen Befinden sowie die Möglichkeit zu deren Regulation stark beeinflusst.
Dieser Umstand hat eine große Bedeutung für die psychoanalytische Theoriebildung, da oftmals von pathologischen Zuständen erwachsener Patienten auf ähnliche Zustände im Kindesalter geschlossen wurde. Heute geht man von einem kompetenten Säugling aus, der keineswegs pathogene Phasen durchlaufen muss. Pathologisch relevante Entgleisungen des Mutter-Kind-Dialoges sind in der zeitgemäßen Psychotherapie und Psychoanalyse der frühen Kindheit auch aufgrund der psychoanalytischen und der Bindungsforschung einer differenzierteren Methodik zugänglich.
Zu dieser Entwicklung können auch Wissenschaftler gerechnet werden, die sich um die Erforschung der Neuropsychologie und Neurophysiologie befassen, und auf moderne Verfahren zur Untersuchung der Funktionsweise des Hirns zurückgreifen, wie neue bildgebende Verfahren. Diese versuchen, eine Verbindung psychoanalytischer Theorien und Erkenntnissen, die aus den Neurowissenschaften erwachsen, zu knüpfen und beziehen ihre Erkenntnisse teilweise auf die Veränderungen in der psychoanalytischen Theorie.

## Säuglings- und Kleinkindforscher
| Name                   | Lebensdaten | Beruf                                                              | Forschungsschwerpunkt | Land            |
| ---------------------- | ----------- | ------------------------------------------------------------------ | --- | --------------- |
| Ainsworth, Mary        | 1913–1999   | Psychologin                                                        | Entwicklung der Bindungstheorie, kindliche Bindungsmuster mit Hilfe der Fremden Situation | USA             |
| Bowlby, John           | 1907–1990   | Kinderpsychiater, Psychoanalytiker                                 | Entwicklung der Bindungstheorie, Bindungsverhalten | England         |
| Dornes, Martin         | 1950–2021   | Soziologe, Psychologe, Psychotherapeut                             | empirische Untersuchungen zur Eltern-Kind-Beziehung | Deutschland     |
| Eriksson, Zaida        | 1895–1974   | Ärztin                                                             | weltweit erste empirische Säuglings- und Kleinkindstudie, Entwicklung von Säuglingen und Kleinkindern in institutionellen Einrichtungen | Finnland        |
| Hellbrügge, Theodor    | 1919–2014   | Kinderarzt                                                         | Früherkennung, Frühtherapie und soziale Eingliederung, empirische Untersuchung zum Hospitalismus | Deutschland     |
| Largo, Remo H.         | 1943–2020   | Kinderarzt                                                         | Langzeitstudien über kindliche Entwicklung, Autor zahlreicher Sachbücher u. a. Babyjahre, Verständnis für die biologischen Gegebenheiten und für die Vielfalt kindlichen Verhaltens | Schweiz         |
| Mahler, Margaret       | 1897–1985   | Kinderärztin, Psychoanalytikerin                                   | Empirische Untersuchungen zur Entwicklung von Kleinkindern bis zum Alter von 3 Jahren und wie sie auf kurzzeitige Trennung von der Mutter reagieren. Aufbau eines Entwicklungsmodells zur psychischen Entwicklung im Säuglings- und Kleinkindalter | Ungarn, USA     |
| Meierhofer, Marie      | 1909–1998   | Kinderärztin                                                       | Kinderheilkunde und Kinderpsychiatrie, umfängliche Forschung und Publikation zur Krippenbetreuung | Schweiz         |
| Papoušek, Hanuš        | 1922–2001   | Kinderarzt                                                         | konditionierte motorische Reflexe durch Nahrung bei Säuglingen, frühen Mutter-Kind Beziehung, Entwicklung von Lernfähigkeiten in den ersten Lebensmonaten | Tschechien      |
| Papoušek, Mechthild    | * 1940      | Fachärztin für Psychiatrie und Neurologie, Entwicklungspsychologin | frühe Eltern-Kind-Beziehung, Kommunikation in der ersten Lebensphase, frühkindliche Regulationsstörungen und das exzessive Schreien im Säuglingsalter, intuitiver Elternschaft | Deutschland     |
| v. Pfaundler, Meinhard | 1872–1947   | Kinderarzt                                                         | angeborene Stoffwechselerkrankungen, Infektionskrankheiten, Ursache und Symptomatik des Hospitalismus | Österreich      |
| Schloßmann, Arthur     | 1867–1932   | Kinderarzt, Sozialhygieniker                                       | Senkung der Säuglingssterblichkeit, weltweit erste Klinik für kranke Säuglinge, erstmalige Verwendung von Wärmeeinrichtungen zur Versorgung von Frühgeburten, Verbesserung der Ernährung von Säuglingen | Deutschland     |
| Schmidt-Kolmer, Eva    | 1913–1991   | Ärztin, Sozialhygienikerin                                         | Empirische Untersuchungen zur physisch/psychischen Entwicklung von Kleinstkindern (im Alter bis zu drei Jahren) in Familien, Tages- und Wochenkrippen sowie Dauerheimen. | Österreich, DDR |
| Robertson, James       | 1911–1988   | Sozialarbeiter, Psychoanalytiker                                   | Entwicklung der Bindungstheorie, Bindungsverhalten | Schottland      |
| Stern, Daniel          | 1934–2012   | Kinderpsychoanalytiker                                             | empirische Säuglingsforschung in experimentellen Situationen, Entwicklung des Selbst | USA             |
| Spitz, René A.         | 1887–1974   | Psychoanalytiker                                                   | Empirische Untersuchungen die die Beziehung zwischen der Persönlichkeit der Mutter und der Entwicklung des Kindes erfassen. Entwicklung der menschlichen Kommunikation, Empirische Untersuchungen zur gestörten Mutterbeziehungen des Säuglings bei inkohärenten Stimuli: Aktive und passive Ablehnung des Kindes, Überfürsorglichkeit, abwechselnde Feindseligkeit und Verwöhnung, mit Freundlichkeit verdeckte Ablehnung sowie Untersuchungen zum Hospitalismus. | Österreich, USA |